# Jan Arno Beblein
Jan Arno Beblein (født 1959), som er uddannet skorstensfejer blev den 30. september 2004 ved et nævningeting i Vestre Landsret idømt livsvarigt fængsel for seksuel krænkelse og drab begået 31. juli 2003 mod den 10-årige pige Sonja Emborg fra Mjels ved Aalborg.
Strafudmålingen stadfæstedes 26. april 2005 af Højesteret.
Beblein indsattes til afsoning i Anstalten ved Herstedvester.

## Eksterne links
- Drabssager 2003 Arkiveret 29. november 2014 hos  Wayback Machine - drabssageridanmark.beboer2650.dk
- Sonja kæmpede for sit liv - BT 3. august 2003
- Sonja-sagen: 45-årig havde kartotek over piger - Jyllands-Posten 27. september 2004
- Barnemorder føler sig forurettet - Jyllands-Posten 30. september 2004
- 45-årig får livstid for Sonja-drab - TV 2 Nyhederne 30. september 2004
- Sex-morder håner sin døde kone - Ekstra Bladet 25. oktober 2004
- Beblein: Jeg er for syg til fængsel på livstid Arkiveret 7. marts 2016 hos  Wayback Machine - Nordjyske Stiftstidende 27. april 2005
- Højesteret afviste forvaring til Beblein efter pigedrab - BT 3. maj 2005
- Datteren myrdet - I dag begravede de sønnen - BT 16. juni 2010